# Claudio Aquaviva
Claudio Aquaviva, född 14 september 1543 i Atri, död 31 januari 1615 i Rom, var en italiensk jesuit.

## Biografi
Aquaviva utsågs 1581 till jesuiterordens general. Han har kallats ordens andre grundläggare, och representerar höjdpunkten i jesuiterordens historia. Själv född neapolitanare lyckades han spränga den spanska övermakten i sin orden. Under hans ledning nådde den jesuitiska missionen sin höjdpunkt liksom även den jesuitiska teologin. Aquaviva gav orden dess klassiska handbok i själavård; Directorium exercitoriums S. Ignatii och dess grundläggande studieordning; Ratio studiorum Societatis Jesu.